# Microrégion d'Ivaiporã
La microrégion d'Ivaiporã est l'une des huit microrégions qui subdivisent le Centre-Nord de l'État du Paraná au Brésil.
Elle comporte 15 municipalités qui regroupaient 128 261 habitants en 2006 pour une superficie totale de 6 154 km².

## Municipalités[1]
- Arapuã
- Ariranha do Ivaí
- Cândido de Abreu
- Godoy Moreira
- Grandes Rios
- Ivaiporã
- Jardim Alegre
- Lidianópolis
- Lunardelli
- Manoel Ribas
- Nova Tebas
- Rio Branco do Ivaí
- Rosário do Ivaí
- São João do Ivaí
- São Pedro do Ivaí